# Velké Roháčské pleso
Velké Roháčské pleso nebo Dolní Roháčské pleso (slovensky Veľké Roháčske pleso nebo Dolné Roháčske pleso) je horské ledovcové jezero na Slovensku. Patří do skupiny Roháčských ples, která se nacházejí v Roháčské dolině v Západních Tatrách. Je největší a nejníže položené z celé skupiny. Má rozlohu 2,2250 ha. Je 198 m dlouhé a 140 m široké. Dosahuje maximální hloubky 7,7 m a objemu 77 063 m³. Leží v nadmořské výšce 1562,2 m.

## Vodní režim
Přitéká do něj Roháčský potok z Druhého Roháčského plesa a odtéká do Smutné doliny. Krátce po odtoku do něj zprava ústí krátký potok z malého nepojmenovaného jezírka, které leží jihovýchodně jen několik metrů od Velkého Roháčského plesa. Rozměry jezera v průběhu času zachycuje tabulka:
| Rok   | Měření prováděl | Rozloha ha | Délka m | Šířka m | Hloubka max.m | Objem m³ |
| ----- | --------------- | ---------- | ------- | ------- | ------------- | -------- |
| [ 2 ] | WET             | 2,22       | 198     | 140     | 6,5           | [ 2 ]    |
| 2005  | Gregor, Pacl    | 2,2250     | [ 2 ]   | [ 2 ]   | 7,7           | 77 063   |

## Okolí
Severní břeh je porostlý kosodřevinou, a na jižní straně je povrch kamenitý.

## Přístup
Po severním břehu vede  naučná stezka, která je přístupná pěšky v období od 16. června do 31. října.
- po  zelené turistické značce od bývalé Ťatliakovy chaty 45 minut.
- po  modré a  zelené turistické značce od parkoviště Adamcula 1:55 hod.